# ダルウィン・キンテロ
ダルウィン・キンテロ（Darwin Quintero、1987年9月19日 - ）は、コロンビア・ナリーニョ県トゥマコ出身のプロサッカー選手。アメリカ・デ・カリ所属。ポジションはFW。

## 経歴

### クラブ
2009年、移籍金400万ドルでメキシコのサントス・ラグナに加入。
2014年12月16日、クラブ・アメリカに移籍。
2018年3月31日、MLSのミネソタ・ユナイテッドFCにクラブ初の特別指定選手として加入。支払われた移籍金は20万ドル。2018年7月4日のトロントFC戦でクラブ初のハットトリックを達成した。
2019年11月13日、ヒューストン・ダイナモに加入。

### 代表
2008年10月11日に開催された2010 FIFAワールドカップ・南米予選のパラグアイ代表戦でコロンビア代表デビュー。2009年9月3日に開催された親善試合のメキシコ代表戦で代表初ゴールをマーク。

## タイトル

### クラブ
サントス・ラグナ
- リーガMX: クラウスーラ 2012
- コパ・メヒコ: アペルトゥーラ 2014

クラブ・アメリカ
- CONCACAFチャンピオンズリーグ: 2014–15, 2015–16

### 個人
- CONCACAFチャンピオンズリーグ得点王: 2012–13 (6得点)[5]
- MLSオールスター: 2018[6]
- USオープンカップ得点王 : 2019 (6得点)